# Infliksymab
Infliksymab, infliksimab (łac. infliximabum) – chimeryczne ludzko-mysie przeciwciało monoklonalne klasy IgG1, wiążące się z dużym powinowactwem zarówno z rozpuszczalną, jak i transbłonową formą ludzkiego czynnika martwicy nowotworów TNF-alfa (tumour necrosis factor). Infliksymab tworzy in vivo stabilne kompleksy z ludzkim TNF-alfa, co jest równoznaczne z utratą aktywności biologicznej przez tę cytokinę.
Wraz z adalimumabem stanowi parę leków biologicznych podlegających refundacji w Polsce w ramach programu terapeutycznego NFZ w leczeniu choroby Leśniowskiego-Crohna.

## Wskazania do stosowania leku
Infliksymab jest lekiem biologicznym wykorzystywanym w terapii niektórych chorób o potwierdzonej lub podejrzewanej etiologii autoimmmunologicznej, w których patofizjologii bierze udział TNF-alfa. Obecnie infliksymab stosowany jest w leczeniu następujących jednostek chorobowych:
- reumatoidalne zapalenie stawów[4][5][6]
- choroba Leśniowskiego-Crohna[1][2]
- wrzodziejące zapalenie jelita grubego[7]
- zesztywniające zapalenie stawów kręgosłupa[8]
- łuszczycowe zapalenie stawów[9]
- łuszczyca[10][11][12].

Prowadzone są także badania kliniczne wykorzystujące infliksymab w leczeniu układowych zapaleń naczyń (np. w chorobie Behçeta).

## Przeciwwskazania
- gruźlica
- sepsa
- ropnie
- zakażenia oportunistyczne
- niewydolność serca klasy III lub IV NYHA
- nadwrażliwość na jakikolwiek składnik preparatu.

## Działania niepożądane
Działania niepożądane infliksymabu obserwowane w trakcie badań klinicznych oraz po wprowadzeniu leku do obrotu:
- zakażenia wirusowe, objawy choroby posurowiczej[15], bóle (niekiedy bardzo silne) i zawroty głowy, zaczerwienienie twarzy, nudności, biegunka, ból brzucha, dyspepsja, pokrzywka, świąd skóry, znużenie, ból w klatce piersiowej, gorączka, wzrost aktywności aminotransferaz wątrobowych
- Niektóre badania (m.in. holenderskie) sugerują, że immunosupresja – również przy użyciu leków biologicznych – może zwiększać częstość powstawania zmian barwnikowych o charakterze łagodnym[16].
- Ponadto występowały zakażenia bakteryjne, grzybicze, gruźlica, niedokrwistość, leukopenia, małopłytkowość, toczeń polekowy[15], reakcje alergiczne, anafilaksja[1][15], depresja, zaburzenia świadomości, demielinizacja, zaburzenia rytmu i nasilenie niewydolności serca, nadciśnienie tętnicze i hipotonia, krwawienia z nosa, krwotok z przewodu pokarmowego, zapalenie wątroby, bóle mięśni i stawów, bardzo rzadko:  groźny chłoniak T-komórkowy wątroby i śledziony (podejrzewa się wzrost ryzyka przy jednoczesnym stosowaniu wysokich dawek azatiopryny).

## Interakcje
- U pacjentów z reumatoidalnym zapaleniem stawów, łuszczycowym zapaleniem stawów i chorobą Crohna obserwowano, że jednoczesne podawanie metotreksatu lub innych leków immunomodulujących oraz infliksymabu zwiększało jego stężenie we krwi. Wyniki tych obserwacji nie są jednak pewne.
- Nie zaleca się kojarzenia infliksymabu z anakinrą.
- Nie są znane inne interakcje pomiędzy infliksymabem a pozostałymi związkami czynnymi.

## Stosowanie leku w ciąży i w czasie karmienia piersią
- Obecne doświadczenie kliniczne jest zbyt ograniczone aby wykluczyć ryzyko i dlatego nie zaleca się stosowania infliksymabu w ciąży. Podejrzewa się, że infliksymab podawany w czasie ciąży może upośledzać prawidłową odpowiedź immunologiczną u noworodków.
- Nie wiadomo czy infliksymab jest wydalany z mlekiem ludzkim i czy jest wchłaniany po podaniu doustnym. Uznaje się, że kobiety nie powinny karmić piersią co najmniej przez 6 miesięcy po leczeniu infliksymabem.

Dane wg Położnictwo 2012, Bręborowicza  tom II 2 str. 266:
- Infliksymab należy do kategorii B wg FDA. Przechodzi przez barierę łożyskową i jest wykrywalny w krwi płodowej. W badaniach na małych grupach pacjentów i ich potomstwie NIE stwierdzono powikłań ani u noworodków ani u matek przyjmujących lek do 30 tyg ciąży.

- Podawanie leku w III trymestrze wiązało się z wielomiesięcznym utrzymywaniem się leku w surowicy niemowląt, chociaż nie miało to wpływu na adekwatną odpowiedź immunologiczną na podawane szczepienia w 1 roku życia.

- Nie stwierdzono infliksymabu w mleku matki, a także w surowicy karmionego piersią noworodka co prawdopodobnie świadczy o bezpieczeństwie podawania tego leku w okresie karmienia piersią

## Sposób podawania
Infliksymab stosowany jest wyłącznie w postaci iniekcji dożylnych. Schematy dawkowania zależne są od jednostki chorobowej.

## Preparaty
Preparaty zawierające infliksymab dopuszczone do obrotu w Polsce (stan na wrzesień 2024): Flixabi, Inflectra, Remicade, Remsima, Zessly.